# American Relief Administration Warehouse

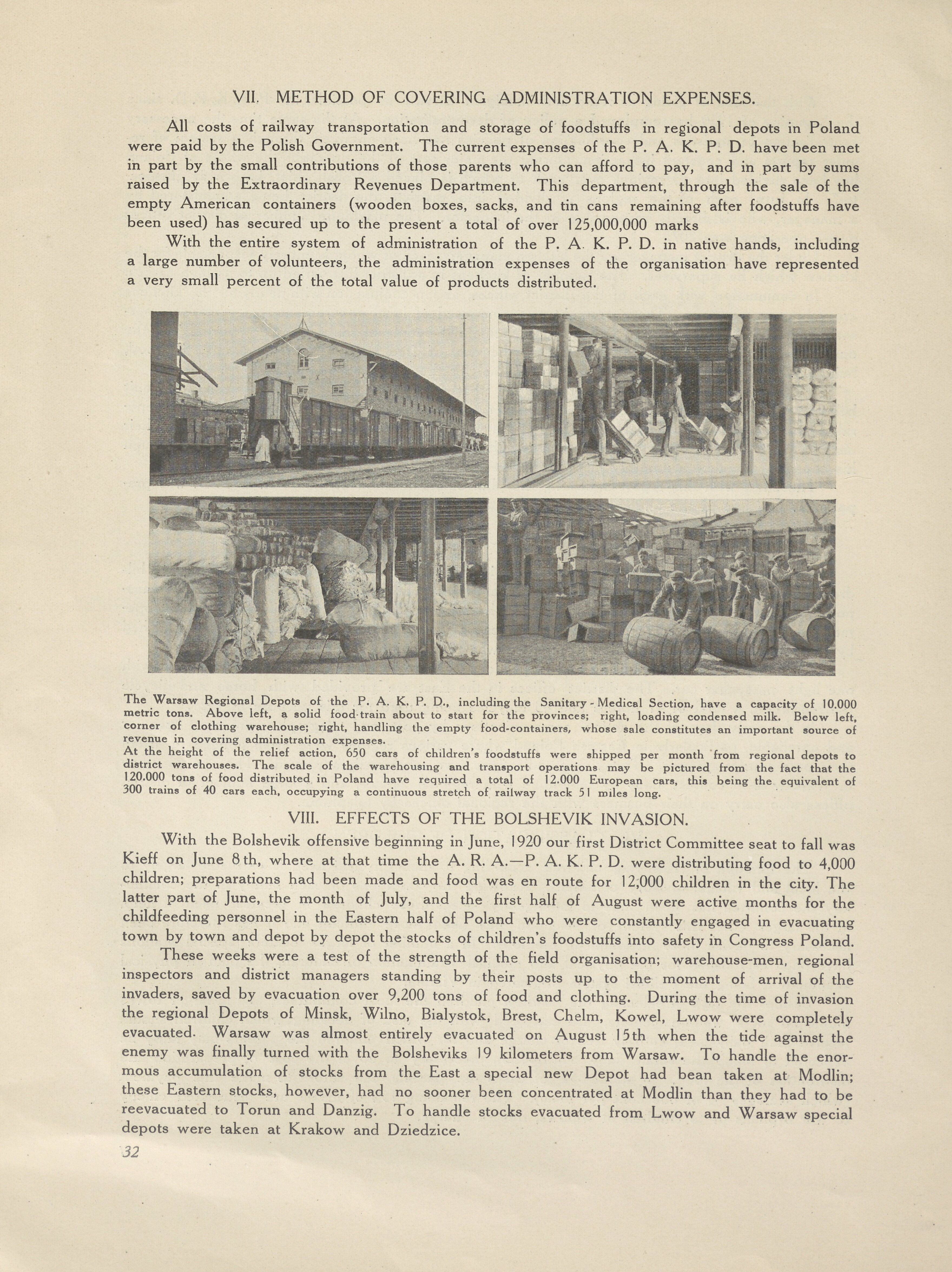
Depot der ARA und der PAKPD in Warschau

Ein American Relief Administration Warehouse war ein Depot des Kinderhilfswerks ARA European Children’s Fund. Vom Herbst 1919 an eingerichtet, dienten diese Lagerhäuser zur Unterstützung der von der American Relief Administration durchgeführten Kinderspeisungen.
Zum Hauptzweck kamen hinzu der Engrosverkauf von Lebensmitteln an andere Hilfsorganisationen oder staatliche Stellen und gegen Lebensmittelwechsel die Aushändigung von ARA-Lebensmittelpaketen. Diese wurden vor Ort aus den Vereinigten Staaten angelieferten Waren zusammengestellt. Es gab ARA Warehouses in folgenden fünf Ländern (Ort des Zentrallagers / Anzahl der Zweigstellen):
Deutschland (Hamburg / 6)
Österreich (Wien / 31)
Polen (Warschau / 14)
Tschechoslowakei (Prag / 9)
Ungarn (Budapest)
Per Schiff gelangten die Waren zuerst nach Hamburg oder Danzig und wurden dann weitertransportiert. Zu einem der größeren Verluste kam es, als am 9. März 1922 die West Munham vor Helgoland auf Grund lief und die Ladung unbrauchbar wurde. Nach Beginn der Hilfsmaßnahmen wegen der russischen Hungersnot von 1921 wurden Lebensmittel von Hamburg aus über Riga in die mehr leidende Sowjetunion verschifft. ARA Warehouses gab es dort bei den 19 Gebietshauptquartieren, von wo aus auch Lebensmittel unter Zuhilfenahme der russischen Paketpost versandt wurden. Die Abwicklung von Lebensmittelanweisungen wurde im März 1923 eingestellt.